# Pyropteron (Synansphecia) koshantschikovi
Pyropteron (Synansphecia) koshantschikovi is een vlinder uit de familie wespvlinders (Sesiidae), onderfamilie Sesiinae.
Pyropteron (Synansphecia) koshantschikovi is voor het eerst wetenschappelijk beschreven door Püngeler in 1914. De soort komt voor in het Palearctisch gebied.